# Żelisław (imię)
Żelisław – staropolskie imię męskie. Składa się z członów: Żeli- („pragnąć”) i -sław („sława”), czyli „pragnący sławy”.
Żelisław imieniny obchodzi 23 lipca.
Od tego imienia pochodzi nazwa miasta Żelechów.

## Osoby noszące imię Żelisław
- Żelisław Grotowski – nauczyciel, historyk ekonomii;
- Żelisław Olech (1915–2005) – kapral Armii Krajowej, żołnierz batalionu Parasol, uczestnik powstania warszawskiego;
- Żelisław Złotoręki – rycerz z czasów księcia Bolesława III Krzywoustego;
- Żelisław Żyżyński – dziennikarz sportowy gazety Dziennik i stacji telewizyjnej Canal+ Sport; w plebiscycie Lata z radiem uznany za ostatniego Polaka w spisie alfabetycznym, uczestnik teleturnieju Awantura o kasę.